# The Nook

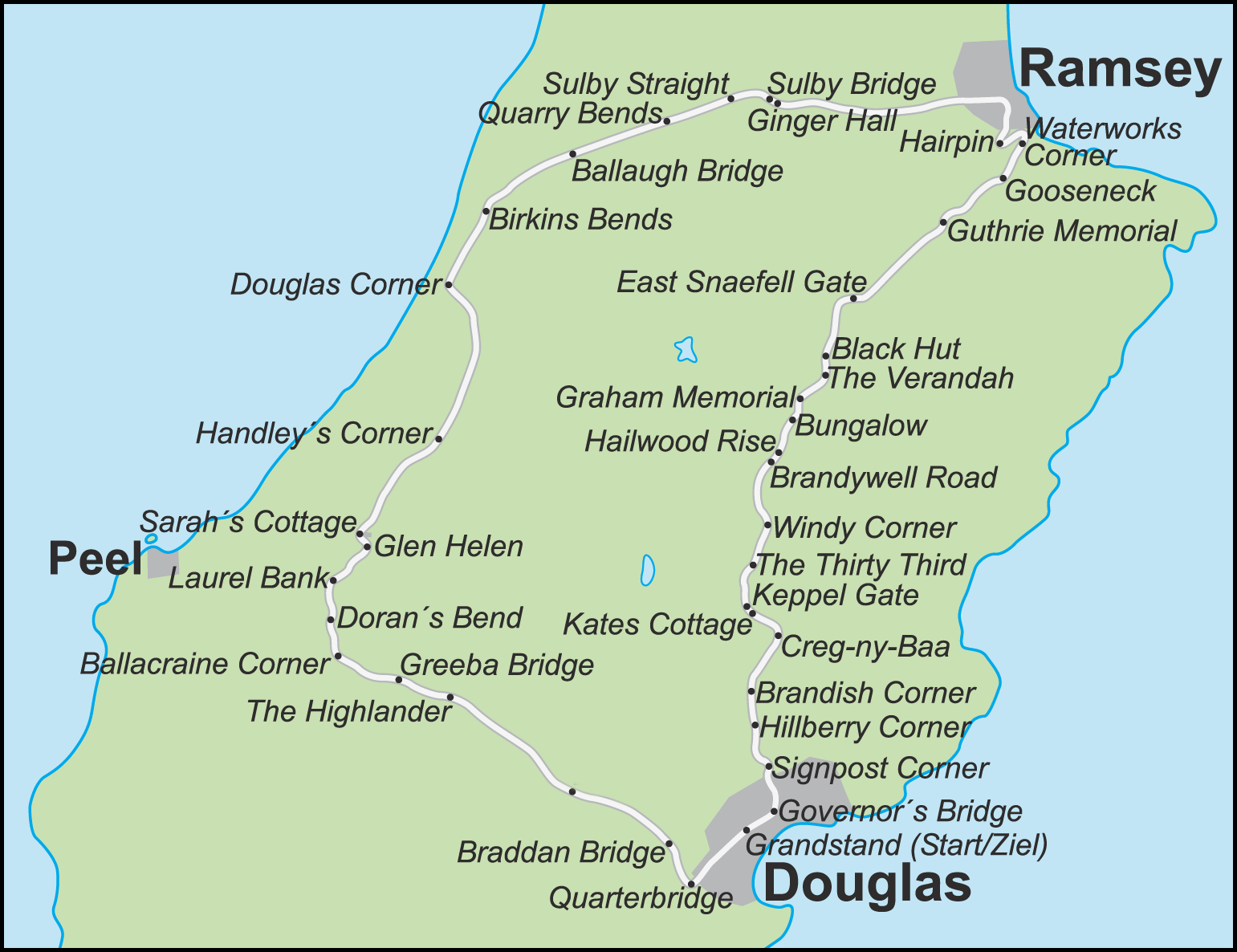
The Nook ligt in het noordelijk deel van Douglas, tussen Signpost Corner en Governor's Bridge.

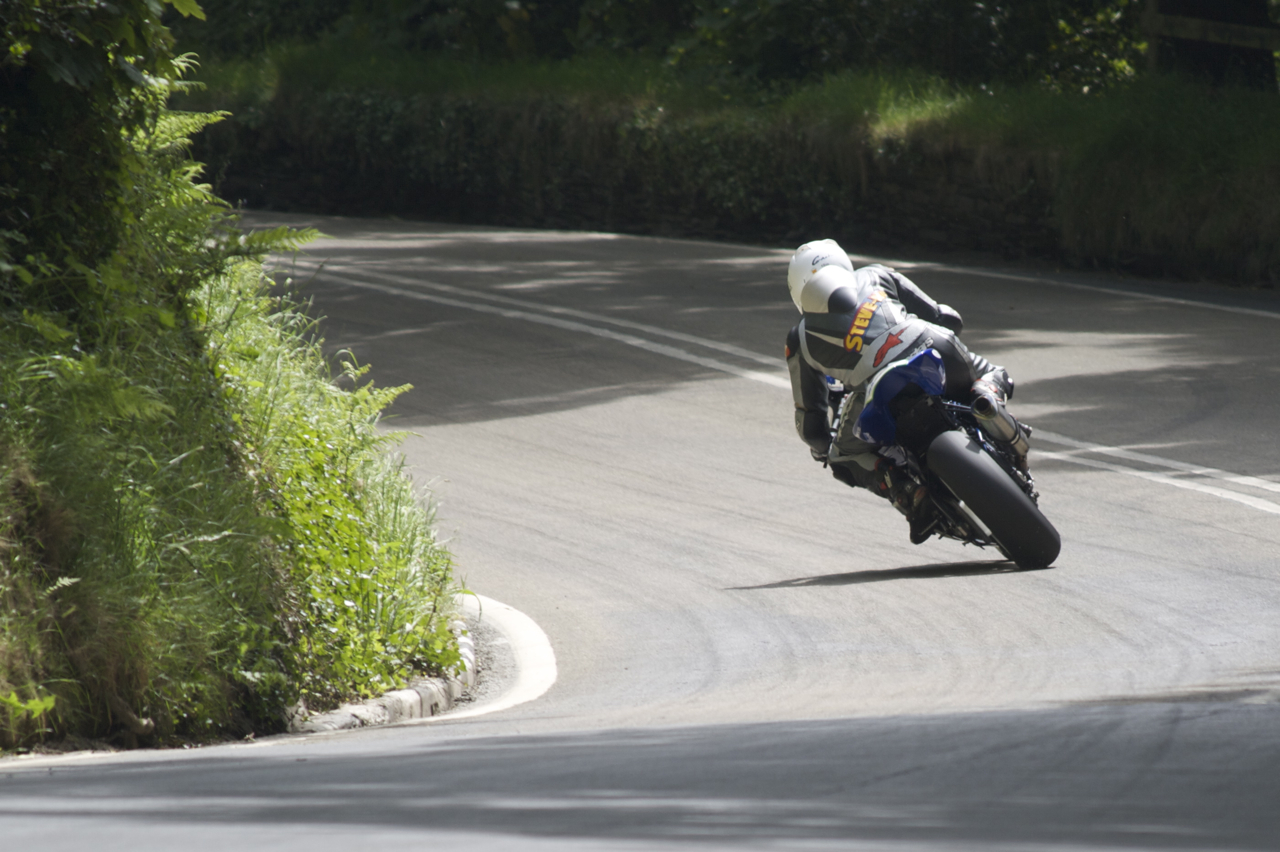
Een TT-rijder bij the Nook, die voor het normale verkeer niet meer gebruikt wordt

The Nook is een markant punt in de Snaefell Mountain Course, het stratencircuit dat wordt gebruikt voor de Isle of Man TT en de Manx Grand Prix. The Nook maakte ook deel uit van de Clypse Course die van 1954 tot 1959 werd gebruikt voor de Lightweight TT, de Ultra-Lightweight TT en de Sidecar TT. The Nook ligt ook langs het Willaston Circuit dat wordt gebruikt voor wielerwedstrijden en races met klassieke auto's.
De bocht ligt in de civil parish Onchan in de stad Douglas op het eiland Man in de A18 Bemahague Road. 

## Werkzaamheden bij the Nook
Toen de Clypse Course in 1954 in gebruik werd genomen, moesten de wegen op een aantal plaatsen worden aangepast, vooral om de bredere zijspancombinaties ruimte nodig hadden. Dat gebeurde ook op de A18 Bemagahue Road. Op het landgoed Bemahague werden bomen gekapt. 

## Isle of Man TT en Manx Grand Prix

### Circuitverloop
The Nook ligt 400 meter voorbij de bocht Bedstead Corner en de weg loopt bergaf. De coureurs draaien bij The Nook een parallelweggetje (de voormalige Bemahague Road die tegenwoordig niet meer in gebruik is) op en daardoor moeten ze een krappe bocht naar rechts gevolgd door een bocht naar links maken. Harold Daniell, die in 1950 twintig jaar ervaring op Man had, noemde dit stuk "a nasty bumpy affair". De coureurs moeten vrij hard remmen voor the Nook. Soms gaat dat niet goed en in het verleden reden coureurs soms tegen het hoge talud in de buitenbocht aan. Een enkele keer gebruikte iemand dit talud al of niet opzettelijk om de bocht toch nog te kunnen halen. Dat gebeurde in de Manx Grand Prix van 1934, toen Austin Munks in gevecht was met John "Crasher" White. Hij zag White het talud oprijden en besefte dat hij waarschijnlijk bovenop hem zou vallen. Hij vertelde later: "Gelukkig was ik al onder hem door gereden toen hij besloot op aarde terug te keren." Munks kon naar de finish rijden, maar daar stopte White naast hem, teleurgesteld omdat hij niet gewonnen had.

### 37e mijlpaal en Bemahague
Bij the Nook passeren de coureurs de 37e mijlpaal van de Mountain Course en meteen daarna ligt aan de linkerkant voormalige landgoed van de gouverneur van Man, dat in het verleden de naam "Bemahague" droeg. De weg loopt onder bomen door en maakt een S-bocht, maar de coureurs moeten toch zo veel mogelijk links blijven om aan te kunnen remmen voor de volgende haarspeldbocht naar rechts: Governor's Bridge. 

## Gebeurtenissen bij the Nook
- Op 29 mei 1991 verongelukte Petr Hlavatka met een 750 cc Suzuki tijdens de training voor de Isle of Man TT
- Op 29 augustus 2012 verongelukte Trevor Ferguson met een 650 cc Kawasaki tijdens de Super-Twin Race van de Manx Grand Prix

(Markante punten in cursief zijn onofficiële punten of worden alleen gebruikt binnen Marshal Sectors)
1e mijl:
TT Grandstand ·
Nobles Park ·
St Ninian's Crossroads ·
Bray Hill ·
Ago's Leap ·
Quarterbridge Road ·
1st Milestone ·
2e mijl:
Wal Handley Memorial Seat ·
Quarterbridge ·
Port-y-Chee Meadow ·
Braddan Bridge ·
Jubilee Oak ·
Braddan Bridge House ·
Braddan Depot ·
Snugborough (Cronk Dhoo) ·
2nd Milestone ·
3e mijl:
Union Mills (Mullen Dhoo, Mwyllin Dhoo Aah, Mullin Doway) ·
Railway Inn ·
Ballahutchin Hill (Elm Bank Hill) ·
3rd Milestone ·
4e mijl:
Ballafreer ·
Glenlough ·
Ballagarey Corner ·
Glen Vine (Glen Darragh) ·
Ballabeg ·
4th Milestone ·
5e mijl:
Crosby ·
Crosby Left (Vicarage Corner) ·
Crosby Cross-Roads ·
5th Milestone ·
6e mijl:
Crosby Hill (Ballaglonney Hill of Halfway Hill) ·
Halfway House (The Waggon & Horses) ·
St Trinian's ·
The Highlander ·
Greeba Verandah ·
Pear Tree Cottage ·
Greeba Castle ·
6th Milestone ·
7e mijl:
Appledene (Shimmin's Corner) ·
Central Valley (Greeba Gap) ·
Greeba Bridge ·
The Hawthorn ·
Knock Breck ·
Gorse Lea ·
7th Milestone ·
8e mijl:
Ballagarraghyn ·
Ballacraine ·
Ballaspur ·
Ballig ·
8th Milestone ·
9e mijl:
Ballig Bridge ·
Doran's Bend ·
Laurel Bank ·
9th Milestone ·
10e mijl
Glen Moar Mill ·
Black Dub ·
Quarter-Distance Marker ·
The Vaish ·
Glen Helen (Glen Rhenass) ·
Sarah's Cottage ·
Creg Willey's Hill ·
10th Milestone ·
11e mijl:
Lambfell Beg ·
Lambfell (Moar) Cottage ·
Cronk-y-Voddy (Cronk-y-Voddy Straight) ·
Cronk-y-Voddy Cross Roads ·
Molyneux's ·
Cronk Bane Farm ·
11th Milestone ·
12e mijl:
Drinkwater's Bend ·
Handley's Corner (Cronk-y-Fedjag, Ballamenagh) ·
12th Milestone ·
13e mijl:
McGuinness's (Shoughlaigue Bridge) ·
Ballaskyr ·
Barregarrow Cross Roads (Cronk Aashen) ·
Barregarrow ·
Little Bray ·
Barregarrow Bottom ·
Cammal Farm ·
Cronk Urleigh ·
13th Milestone ·
14e mijl:
Ballalonna Bridge ·
Westwood Corner ·
Ballakinnag ·
14th Milestone ·
15e mijl:
Douglas Road Corner ·
Glen Wyllin Corner ·
The Mitre ·
Dave Saville Memorial Seat ·
Kirk Michael ·
The White House ·
15th Milestone ·
16e mijl:
Birkin's Bend ·
Rhencullen ·
Bishopscourt ·
Bishopscourt Farm Bends ·
Bishopscourt Straight ·
Orrisdale North ·
16th Milestone ·
17e mijl:
Dub Cottage (Bishop's Dub) ·
Alpine Cottage ·
Balla Cobb ·
17th Milestone ·
18e mijl:
Ballaugh Bridge ·
Ballaugh ·
Gwen's ·
Ballacrye Corner ·
Ballacrye ·
18th Milestone ·
19e mijl:
Quarry Bends ·
Ballavolley ·
Wildlife Park ·
Sulby Straight ·
Half-distance Marker ·
19th Milestone ·
20e mijl:
Sulby ·
Sulby Glen Hotel ·
Sulby Crossroads ·
Sulby Bridge ·
20th Milestone ·
21e mijl:
Ginger Hall ·
Kerrowmoar ·
21st Milestone ·
22e mijl:
Glen Duff ·
Glentramman ·
Temple Corner (Water Through Corner) ·
Glentramman Loop Road ·
Churchtown ·
Caravan ·
22nd Milestone ·
23e mijl:
Lezayre War Memorial ·
Ballakillingan ·
Conker Fields ·
K-tree ·
Sky Hill ·
Milntown Cottage (Pinfold Cottage) ·
Milntown Bridge (Glen Auldyn Bridge) ·
Milntown ·
Gardener's Lane ·
23rd Milestone ·
24e mijl:
Lezayre Road ·
School House Corner (Crossags, Russel's Corner) ·
Parliament Square ·
Queen's Pier Road ·
Ramsey Depot ·
Cruickshanks Corner ·
May Hill ·
24th Milestone ·
25e mijl:
Whitegates ·
Stella Maris ·
Ramsey Hairpin ·
Little Gooseneck ·
Water Works Corner ·
Ballure Reservoir ·
Mountain Section ·
Tower Bends ·
25th Milestone ·
26e mijl:
Gooseneck ·
Joey's (26th Milestone) ·
27e mijl:
Guthrie's Memorial ·
The Cutting ·
27th Milestone ·
28e mijl:
Milligan's Bridge ·
Mountain Mile ·
28th Milestone ·
29e mijl:
Three-Quarter distance marker ·
Mountain Box (East Mountain Gate, East Snaefell Gate) ·
29th Milestone ·
30e mijl:
Casey's (Rice's Corner, George's Folly) ·
Black Hut (Stonebreakers Hut, Shepherd's Hut) ·
John Smyth Memorial Shelter ·
Verandah ·
30th Milestone ·
31e mijl:
Bungalow Bridge ·
Stonebridge ·
Les Graham Memorial ·
Bungalow Bends ·
McIntyre Box ·
Murray's Museum ·
Joey Dunlop Memorial ·
The Bungalow ·
31st Milestone ·
32e mijl:
Hailwood's Rise ·
Hailwood's Height ·
Brandywell (West Mountain Gate, Beinn-y-Phott Gate, Bungalow Gate) ·
Duke's (32nd Milestone) ·
33e mijl:
Windy Corner (Nobles Corner) ·
Nobles Park Road ·
Slieu Lhost Quarry ·
Thirty-Third (33rd Milestone) ·
34e mijl:
Keppel Gate (Clarke's Corner) ·
Kate's Cottage (Shepherd's House) ·
34th Milestone ·
35e mijl:
Creg-ny-Baa (the Keppel Hotel) ·
Gob-ny-Geay (Sunny Orchard) ·
35th Milestone ·
36e mijl:
Brandish Corner (Telegraph Hill, O'Donnell's en Upper Hillberry Corner) ·
Hillberry Corner ·
36th Milestone ·
37e mijl:
Glen Dhoo Farm ·
Hillberry Road ·
Cronk-ny-Mona ·
Johnny Watterson's Lane ·
Signpost Corner ·
Bedstead Corner ·
The Nook ·
37th Milestone ·
38e mijl:
Bemahague ·
Governor's Bridge ·
Governor's Dip ·
Glencrutchery Road ·
38th Milestone